# Hont (comitaat)
Het comitaat Hont (Duits: Komitat Hont, Slowaaks: Hontianska župa) was een historisch comitaat net benoorden het midden van het koninkrijk Hongarije. Dit comitaat bestond vanaf de 12e eeuw tot 1950 in zijn historische context. Het noordelijke deel hoort vanaf 1920 bij Slowakije (het toenmalige Tsjecho-Slowakije, in de Tweede Wereldoorlog hoorde het hele gebied weer bij het koninkrijk Hongarije (1920-1946).
Tegenwoordig is het deels onderdeel van Slowakije (driekwart, het midden en uitgestrekte noorden) en is er een deel dat bij Hongarije (kwart, het zuiden) hoort, onderdeel geworden van het comitaat Pest stammend uit 1950.  

## Ligging
Het comitaat grensde aan de comitaten Esztergom, Bars, Zólyom,  Nógrád  en  Pest-Pilis-Solt-Kiskun. De rivier de Ipeľ / Ipoly / Eipel, Krupinica/ Korpona / Karpfen en een aantal bergrivieren liepen door het gebied. Het gebied is een  bergachtig landschap met een aantal rivierdalen. In het zuiden grensde het grootste deel van het comitaat aan de Donau.

## Districten
| Stoeldistrict            | Hoofdplaats                                                           |
| ------------------------ | --------------------------------------------------------------------- |
| Bát                      | Bát, het huidige Bátovce                                              |
| Ipolynyék                | Ipolynyék, het huidige Vinica                                         |
| Ipolyság                 | Ipolyság, het huidige Šahy                                            |
| Korpona                  | Korpona, het huidige Krupina                                          |
| Szob                     | Szob                                                                  |
| Vámosmikola              | Vámosmikola                                                           |
| Stadsdistrict            |                                                                       |
| Selmecbánya és Bélabánya | Selmecbánya és Bélabánya, het huidige Banská Štiavnica en Banská Belá |
| Korpona                  | Korpona, het huidige Krupina                                          |

Twee stoeldistricten aan de zuidkant van het comitaat maken nog steeds deel uit van het grondgebied van Hongarije, namelijk Vámosmikola en Szob. De overige stoel- en stadsdistricten maken tegenwoordig deel uit van Slowakije.  De Hongaarse minderheid in Slowakije vormt nog steeds het grootste deel van de inwoners van het historische deel van het comitaat net ten noorden de huidige grens tussen Hongarije en Slowakije uit, en van de historische hoofdstad van het comitaat. In de berggebieden wonen vooral Slowaken.     